# Souk Erbaa (Sfax)
Pour les articles homonymes, voir Souk Erbaa.

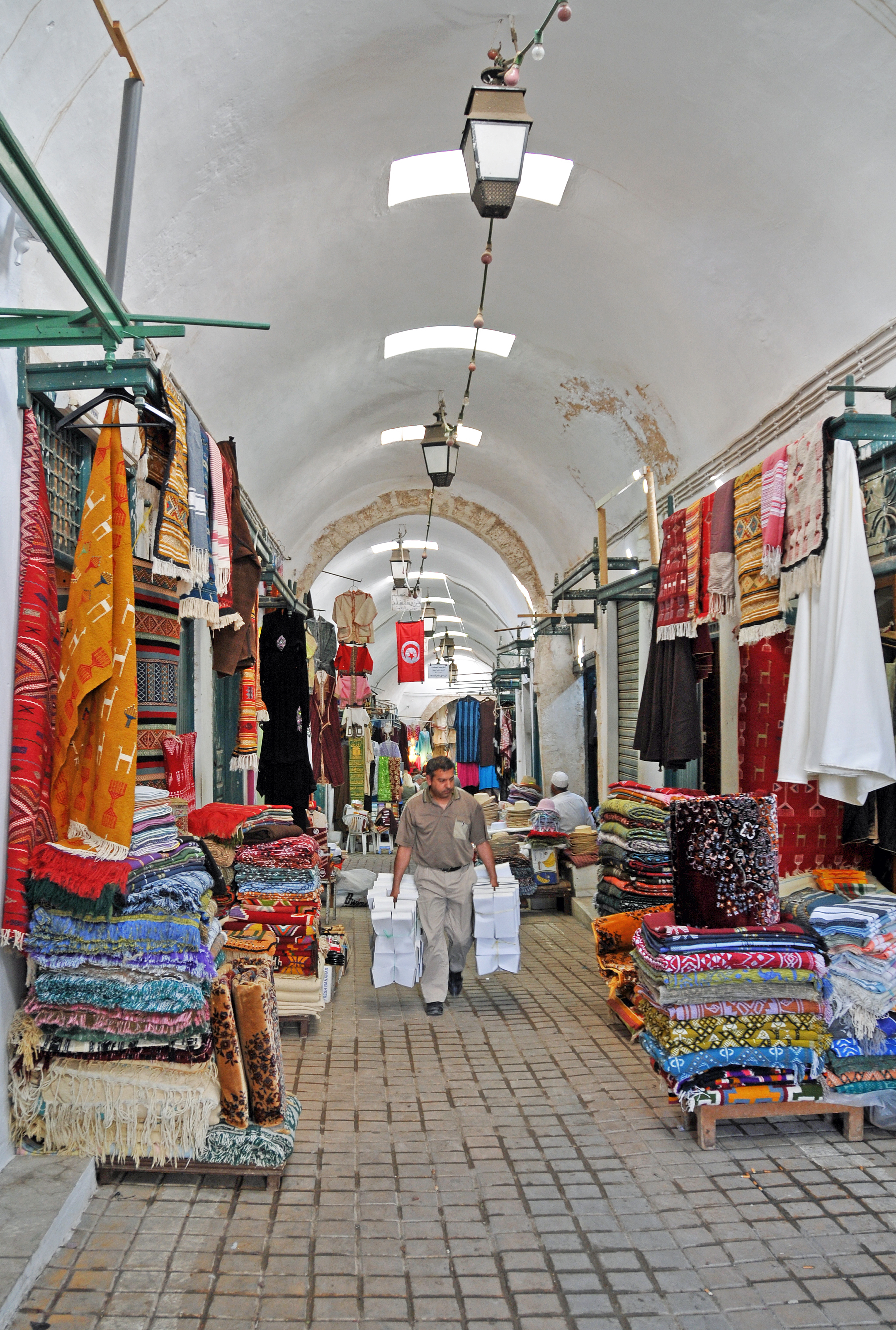
Allée du souk Erbaa

Le souk Erbaa (arabe : سوق الربع), aussi connu sous le nom de souk El Rhadra (سوق الرهادرة), est l'un des plus anciens souks de la médina de Sfax.

## Étymologie
Le sol des boutiques du souk Erbaa était surélevé, formant des banquettes sur lesquelles les commerçants s’asseyaient en position du lotus dans l'attente des clients. Cette position s'appelle tarrbiaa (arabe : تربيعة), ce qui expliquerait l'origine de la dénomination.
Certains historiens pensent que cette dénomination est plutôt liée au fait que les produits se vendaient pour le quart de leurs prix originaux.

## Histoire
Le souk est fondé sous le règne des Aghlabides au Xe siècle mais subit de nombreux changements à travers les siècles tout en gardant son caractère couvert depuis sa création. Son état actuel remonte à la période de l'indépendance tunisienne, survenue en 1956. 
Pendant des décennies, ce souk est réservé aux nobles de Sfax et à ses riches citoyens au vu du type et de la qualité des produits qui y sont vendus. Jusqu'à nos jours, ses marchands appartiennent à la bourgeoisie sfaxienne. Par ailleurs, hormis son rôle économique, le souk joue un rôle social en tant que lieu de rencontre.

## Localisation
Le souk Erbaa bénéficie d'un plan cruciforme et occupe un territoire s'étirant du nord au sud de la médina, reliant le souk Es Sabbaghine au souk El Kamour. Il est traversé en son centre par le souk El Attarine qui est lui-même divisé en deux souks : le souk El Hannatine à l'est et le souk Erbaa El Saghir à l'ouest.

## Description
Le souk occupe une superficie de 2 000 m2 avec 120 boutiques d'artisanat selon une étude réalisée en 1988. Il est constitué de deux axes se coupant de manière orthogonale et tous deux sont couverts de voûtes en berceau munies en leur sommet de lanterneaux qui assurent un éclairage zénithal au complexe commercial. L'un de ses axes est plus large que l'axe opposé. L’axe nord-sud, le plus important, est par ailleurs plus régulier.
Le souk Erbaa est relié au souk El Balghajine, aussi connu sous le nom de souk El Okba, par une petite ruelle orientale que l'on appelait Farkha au IXe siècle, et qui comporte deux portes : la première au niveau du souk Erbaa et la seconde qui s'ouvre sur le souk El Balghajine.
Le souk est divisé en trois parties : le souk Erbaa El Wesaa (vaste) à l'est et les souks Erbaa El Saghir (petit) et Erbaa El Thayak (étroit) à l'ouest. Le souk Erbaa El Thayak était essentiellement un lieu de stockage du fourrage puis des animaux eux-mêmes. Par la suite, il est devenu un lieu pour le commerce du textile. Le reste du souk était spécialisé dans le commerce des laines (leffa) comme les étoffes, draperies, chéchias, margoums, etc. En outre, c'était un lieu de vente des produits importés de Syrie (saya).